# Eintracht Gelsenkirchen
Eintracht Gelsenkirchen – niemiecki klub piłkarski, grający obecnie w Kreislidze A (Gelsenkirchen) (odpowiednik dziewiątej ligi), mający siedzibę w mieście Gelsenkirchen, leżącym w Nadrenii Północnej-Westfalii.

## Historia
- 30.06.1950 – został założony jako SG Eintracht Gelsenkirchen (fuzja klubów Alemannia Gelsenkirchen i Union Gelsenkirchen)
- 15.06.1973 – połączył się z STV Horst-Emscher tworząc STV Eintracht Gelsenkirchen-Horst
- 1978 – zmienił nazwę na SG Eintracht Gelsenkirchen – rozłączenie się klubów (likwidacja fuzji)

## Sukcesy
- 10 sezonów w 2. Oberlidze West (2. poziom): 1950/51-1951/52 i 1955/56-1962/63.
- 8 sezonów w Regionallidze West (2. poziom): 1964/65-1968/69 i 1970/71-1972/73.
- 3 sezony w Landesliga Westfalen Gruppe West (3. poziom): 1952/53-1954/55
- 2 sezony w Verbandsliga Westfalen Gruppe Nordost (3. poziom): 1963/64 i 1969/70
- Landesliga Westfalen Gruppe West (3. poziom): 1955 (mistrz – awans do 2. Oberligi West)
- Verbandsliga Westfalen Gruppe Nordost (3. poziom): 1964 i 1970 (mistrz – awans do Regionalligi West)